# 屋比久翔平
屋比久翔平（日语：／ Yabiku Shohei，1995年1月4日—），冲绳县出身，日本男子摔跤运动员。他曾代表日本参加2020年夏季奥林匹克运动会摔跤比赛，获得男子古典式77公斤级铜牌。